# Josiah Tattnall (homme politique)
Pour les articles homonymes, voir Josiah Tattnall.
Josiah Tattnall (1764 - 6 juin 1803) est un planteur, soldat et homme politique américain de Savannah (Géorgie). Il représente la Géorgie au Sénat américain de 1796 à 1799 et fut le 25e gouverneur de Géorgie en 1801 et 1802. 

## Biographie

### Vie privée
Né en 1764 près de Savannah, en Géorgie, à la plantation Bonaventure, il est le premier gouverneur géorgien né après l'admission de l'État dans l'Union. Il est le fils de Mary Mullryne et Josiah Tattnall senior. Josiah étudie à Eton School. 
Il est le père de Josiah Tattnall, officier de l'United States Navy, puis de la Confederate States Navy.

### Guerre d'indépendance américaine
Pour un article plus général, voir Guerre d'indépendance des États-Unis.
Vers 1782, la famille Tattnall retourne en Géorgie. Josiah rejoint les troupes d'Anthony Wayne à Ebenezeret aide à retirer Savannah de la domination britannique. Après la guerre, Tattnall rachète une partie de la plantation Bonaventure à John Habersham et continue sa carrière miliaire. Il commande en 1787 la milice géorgienne et dirige des troupes contre la tribu amérindienne Creeks en 1788 et 1793. Il est capitaine de le Chatham Artillery, la plus ancienne unité de milice de Géorgie, puis devient colonel d'un régiment d'infanterie. 
Après la guerre, il est élu brigadier général du 1er régiment de la milice de Géorgie.
En 1794, le président George Washington le nomme Marshall de Géorgie.
Il est promu brigadier général peu de temps avant son élection au poste de gouverneur en 1801.

### Carrière politique
De 1795 à 1796, Tattnall est membre de l'Assemblée générale de Géorgie. Il est membre du Parti républicain-démocrate de Jefferson, comme la plupart des politiciens de Géorgie. Il est également un Jacksonien, un disciple et un partisan de James Jackson. Tattnall et Jackson sont tous deux opposés au scandale foncier de Yazoo land, une fraude immobilière massive menée par le gouverneur de Géorgie George Mathews et qui a secoue la politique géorgienne. Jackson démissionne de son poste de sénateur pour retourner à l'Assemblée générale de Géorgie où lui et Tattnall mènent une campagne contre la vente des terres de Yazoo.
Après l'adoption du Rescinding Act de 1796, Tattnall est élu par l'Assemblée générale pour occuper le siège de sénateur de Jackson. Il y siège de 1796 à 1799.

### Fin de vie
Tattnall décède le 6 juin 1803 à Nassau, New Providence. Il est enterré dans le carré de la famille Tattnall (section E, lot 1) au cimetière de la plantation Bonaventure à Savannah (Géorgie).